# Peter Koppes

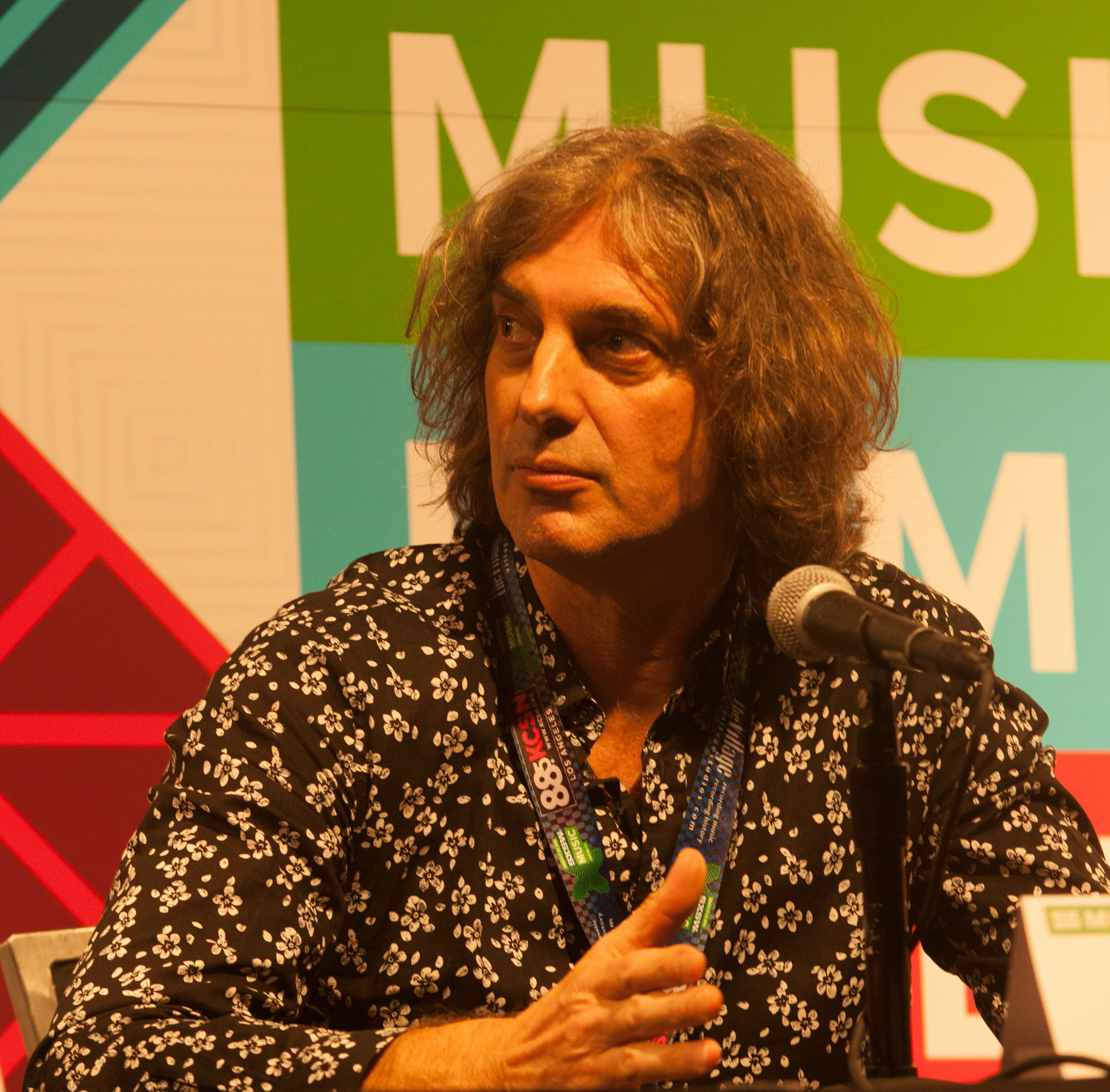
Peter Koppes (2015)

Peter Koppes (* 21. November 1955) ist ein australischer Gitarrist, Songwriter und Sänger.
Er begann als Schlagzeuger und Pianist, wechselte jedoch bald zur Gitarre. In den frühen Siebzigerjahren spielte er in verschiedenen Bands, wo er auf den Songwriter Steve Kilbey traf, mit dem er 1980 The Church gründete. Kurz darauf stieß Marty Willson-Piper hinzu. Nach dem Album Priest=Aura verließ Koppes die Gruppe Ende 1992 und war daher am 1994 erschienenen Album Sometime Anywhere nicht beteiligt. Bei der Produktion des Nachfolgers Magician Among the Spirits näherte er sich der Band aber wieder an und kehrte 1997 auch als festes Mitglied zurück.
Daneben veröffentlichte Koppes mehrere Soloalben und wirkte in zahlreichen Kooperationen mit. 1995 erschien unter dem Projektnamen The Well das Album Water Rites, an dessen Entstehung auch der vormalige The Church-Schlagzeuger Richard Ploog beteiligt war. 2020 erfolgte die erneute Trennung von The Church. Im selben Jahr nahm Peter Koppes in Zusammenarbeit mit Dave Scotland das Album Lone Drifters? unter dem Bandnamen Syncretism auf.

## Diskografie
Solowerke:
- 1987 When Reason Forbids EP
- 1988 Manchild & Myth
- 1989 From The Well
- 1998 Love Era/Irony
- 2002 Simple Intent
- 2007 Misty Heights & Cloudy Memories 1987-2002

Kooperationen (Auswahl)
- 1991 Peter Koppes & The Well: Iridescence EP (mit Richard Ploog)
- 1995 The Well: Water Rites (mit Richard Ploog)
- 2020 Syncretism: Lone Drifters? (mit Dave Scotland)